# Joana Maria Palou Sampol
Joana Maria Palou Sampol (Montuïri, 1 de febrer de 1952), historiadora de l'art i directora del Museu de Mallorca (2002-2017).

## Biografia
Es llicencià el 1974 en Història de l'Art per la Universitat de Barcelona i entrà el 1976 al Cos Facultatiu de Conservadors de Museus. La seva primera destinació fou de directora al Museu de Belles Arts de Sevilla (1976-1979), que va compaginar amb la de l'Art Contemporani de la mateixa ciutat. Posteriorment va ocupar la direcció del Museu Municipal de Pollença. Entre 1980 i 2000 fou conservadora de la secció de Belles Arts del Museu de Mallorca i professora associada d'Història de l'Art a la Universitat de les Illes Balears (1994-1999). Des d'octubre del 2002 fins al gener del 2018 va ser la directora conservadora del Museu de Mallorca. La seva tasca de recerca està centrada en la història de l'art a Mallorca. Palou fou guardonada amb el premi Emili Darder pels seus nombrosos treballs d'investigació i de recerca, i pels seus esforços al llarg de quatre dècades per mostrar, difondre i prestigiar el patrimoni artístic.

## Obra
- Guillem Sagrera. Palma: Ajuntament de Palma, 1985.- (Biografies de Mallorquins; 9).
- Sobre una taula de Joan de Joanes a Mallorca i la pintura del segle XVI. Palma: Museu de Mallorca, 1984. Quaderns de Ca la Gran Cristiana ; 3. (Amb José Mª Pardo).
- Techumbres mudéjares en Mallorca. Mayurqa 12 (1974)143-166 (amb Lluís Plantalamor).